# Naomi van As
Naomi van As (L'Aia, 26 luglio 1983) è una hockeista su prato olandese.

## Biografia
Gioca nel ruolo di attaccante. Ha esordito nella nazionale olandese il 20 giugno 2003 contro il Sud Africa. Con i Paesi Bassi ha vinto due titoli olimpici (Pechino 2008 e Londra 2012), due titoli mondiali (Madrid 2006, Rosario 2010 e L'Aia 2014), tre Champions Trophy (2004, 2005, 2007) e tre campionati europei. 
A livello di club ha militato con l'HDM, HCKZ e MHC Laren.

## Palmarès
- Giochi olimpici

Pechino 2008: oro.
Londra 2012: oro.
Rio de Janeiro 2016: argento.
- Campionato mondiale

Madrid 2006: oro.
Rosario 2010: argento.
L'Aia 2014: oro.
- Hockey Champions Trophy

Rosario 2004: oro.
Canberra 2005: oro.
Amsterdam 2006: bronzo.
Quilmes 2007: oro.
Mönchengladbach 2008: bronzo.
Sydney 2009: bronzo.
Nottingham 2010: argento.
Rosario 2012: bronzo.
Mendoza 2014: bronzo.
- Campionato europeo

Dublino 2005: oro.
Manchester 2007: argento.
Amstelveen 2009: oro.
Gladbach 2011: oro.
Londra 2015: argento.